# L'amore dura tre anni (film)
L'amore dura tre anni (L'amour dure trois ans) è un film del 2012 diretto da Frédéric Beigbeder.
La pellicola, con protagonisti Gaspard Proust e Louise Bourgoin, tratta dall'omonimo romanzo di Beigbeder, è stata distribuita nelle sale italiane il 27 giugno 2012.

## Trama
Marc è un trentenne felicemente sposato e con due lavori: critico letterario durante il giorno e cronista durante la notte. Dopo soli tre anni divorzia però dalla moglie. Quasi subito dopo Marc si innamora della moglie di suo cugino, Alice e allo stesso tempo scala le classifiche con i suoi libri sotto uno pseudonimo che lei non conosce.